# Liste der Vertriebenendenkmale in Baden-Württemberg
Die Liste der Vertriebenendenkmale in Baden-Württemberg verzeichnet die Denkmale für die Deutschen, die nach dem Zweiten Weltkrieg aus den Ostgebieten des Deutschen Reiches und aus Siedlungsgebieten im östlichen Europa vertrieben wurden oder dort umkamen. Eingeschlossen sind Dankestafeln für die Aufnahme in Westdeutschland. Die Liste besteht aus drei Teilen:
- Liste der Vertriebenendenkmale in Baden-Württemberg (A–I)
- Liste der Vertriebenendenkmale in Baden-Württemberg (K–P)
- Liste der Vertriebenendenkmale in Baden-Württemberg (R–Z)